# Паньково (Московская область)
Паньково — деревня в Дмитровском районе Московской области, в составе сельского поселения Куликовское. Население — 9 чел. (2010). До 2006 года Паньково входило в состав Зареченского сельского округа.

## Расположение
Деревня расположена на северо-западной части района, примерно в 15 км к северо-западу от Дмитрова, у истоков одного из ручьёв бассейна реки Яхромы, высота центра над уровнем моря 145 м. Ближайшие населённые пункты — Насадкино на юге и Надмошье на востоке.

## Уроженцы
- Овсянников, Николай Михайлович (1928—1984) — советский хозяйственный, государственный и политический деятель.

## Население
| 2002 | 2006 | 2010 |
| ---- | ---- | ---- |
| 9    | ↘7   | ↗9   |